# Lukács Béla (politikus, 1892–1958)
Vitéz kövecsesi Lukács Béla (Rimaszombat, 1892. június 8. – Budapest, 1958. március 21.) magyar földbirtokos, politikus, főispán, a Kállay-kormány tárca nélküli hadigondozási minisztere.

## Családja és származása
A nemesi származású kövecsesi Lukács család sarja.Református nemesi családban született. Apja kövecsesi Lukács Géza (1856–1938) ügyvéd, Gömör és Kishont vármegye főispánja, anyja martonházai Marton Magdolna (1863–1935) volt. Az apai nagyszülei kövecsesi Lukács Lajos (1815–1882), táblabíró, ügyvéd, földbirtokos, és kövecsesi Dancs Erzsébet (1829–1868) voltak. Az anyai nagyszülei martonházai Marton Rudolf (1824–1883), Rimaszombat királyi törvényszék elnöke, és szendrői Török Antónia (1827–1891) voltak. A nemesi származású Lukács Géza Gömör-Kishont vármegye főjegyzője, a majdani főispán, 1908. február 22-én a "kövecsesi" nemesi előnevet szerezte meg adományban I. Ferenc József magyar királytól.

### Házassága és leszármazottjai
1923. december 8-án vette feleségül Miskolcon a nemesi származású kellemesi Melczer Fedora Borbála Emília Benediktina "Dóra" (Hejőbába, 1893. július 16.–Bécs, 1969. december 20.) kisasszonyt, akinek a szülei kellemesi Melczer László (1869–1944), magyar királyi titkos tanácsos, császári és királyi kamarás, miskolci bankelnök, a Borsod vármegyei Gazdasági Egylet díszelnöke, országgyűlési képviselő, földbirtokos, és jószási Purgly Janka (1865–1954) voltak. Az apai nagyszülei kellemesi Melczer Gyula (1833–1904), Borsod vármegye alispánja, földbirtokos, és báró vajai Vay Róza (1832–1911) voltak. Az anyai nagyszülei jószáshelyi Purgly János (1839–1911), Arad vármegye törvényhatósági bizottságának tagja, az Aradi és Csanádi Egyesült Vasutak és Takarékpénztár igazgatója, országgyűlési képviselő, nagybirtokos, és kézdivásárhelyi Vásárhelyi Ilona (1841–1896) voltak. Melczer Lászlóné Purgly Janka Purgly Magdolna kormányzónénak a testvére volt és ezzel Horthy Miklós kormányzónak a sógornője. Lukács Béla és Melczer Dóra frigyéből egy gyermek született, Melczer-Lukács István (1925–1977) bank-tisztviselő.

## Élete
Középiskolai tanulmányait szülővárosában, jogi tanulmányait Budapesten és Eperjesen végezte. Az első világháborúban tüzértisztként szolgált, három évig harcolt az orosz fronton. Főhadnagyként szerelt le és átvette ónodi birtokának kezelését.
1919 júniusában a Nemzeti Hadsereg kötelékébe lépett, Szegeden, Siófokon, majd Budapesten testőrtiszként szolgált a Horthy Miklós vezette fővezérségen. Horthy kormányzóvá választása után, 1920 tavaszán leszerelt, és visszatért birtokára gazdálkodni. Élénken részt vett a helyi és országos közéletben, tagja volt a vármegyei törvényhatósági bizottságnak, az Országos Mezőgazdasági Kamara, a Borsodmegyei Gazdasági Egyesület és az Országos Mezőgazdasági Egylet igazgatóválasztmányának is, valamint elnöke a miskolci járási mezőgazdasági bizottságnak. Részt vett a református közéletben is, mint a gömör-tornai és alsóborsodi egyházmegye világi tanácsbírája. Több hosszabb európai tanulmányutat tett, járt Ausztriában, Németországban, Svájcban, Franciaországban és Olaszországban is.
Politikai pályáját 1931-ben kezdte, amikor egyhangúlag az ónodi kerület országgyűlési képviselőjévé választották az Egységes Párt színeiben. A törvényhozásban főleg agrárpolitikai kérdésekkel foglalkozott, és tagja volt a kérvényi és naplóbíráló bizottságnak is. 1933-tól 1938-ig a Tiszajobbparti Mezőgazdasági Kamara elnöke volt. Az 1935-ös választásokon ismét egyhangúlag választották be az országgyűlésbe, ahol a földművelésügyi bizottság jegyzője volt. Még ebben az évben Miskolc város főispánja lett, tisztségét 1938-ig látta el, a kormányzó ekkor vitézzé avatta. 1938-tól 1940-ig földművelésügyi államtitkár, majd a kormányzó bizalmasaként 1940 novemberétől 1944 májusáig a Magyar Élet Pártja országos elnöke volt. 1939-től 1944-ig Miskolc országgyűlési képviselője volt. 1942 áprilisától Kállay Miklós kormányában tárca nélküli miniszterként a hadigondozásért felelt. Magyarország német megszállása után eltávolították posztjáról. 1958-ban hunyt el Budapesten, 65 éves korában.